# Terra Sonora
Sonora foi um portal de serviço de streaming e de download de músicas na internet. O serviço possuía uma versão gratuita e outra paga. O portal adotava o slogan "Música como você sempre quis".

## Histórico
Desenvolvido no Brasil em 2006 pela empresa Terra Networks, o Sonora chegou a deter mais de 40% do mercado de música digital do Brasil, ocasião em que contava com aproximadamente 300 mil assinantes. Em quatro anos, desde seu lançamento em 2006, tornou-se um dos quatro maiores portais no mercado de assinatura de músicas no mundo, concorrendo com a empresa sueca Spotify e com as estadunidenses Napster International e Rhapsody – todas prestadoras de serviços bloqueados para os internautas brasileiros.
O portal possuía um acervo de mais de dois milhões de músicas, nacionais e internacionais, distribuídas por mais de 150 gêneros musicais. O serviço gratuito permitia ao usuário ouvir até 20 horas de música por mês. O serviço pago permitia ouvir músicas sem limite de tempo e baixar todas as músicas compradas. A loja era vinculada à Associação Brasileira dos Produtores de Discos.

## Terra Música
Em 2014 a Terra Networks firmou parceria comercial com a Napster International (adquirida pela Rhapsody em 2012) e então reformulou o portal Sonora, que passou a se chamar Terra Música.